# Decorati con la croce di cavaliere con fronde di quercia

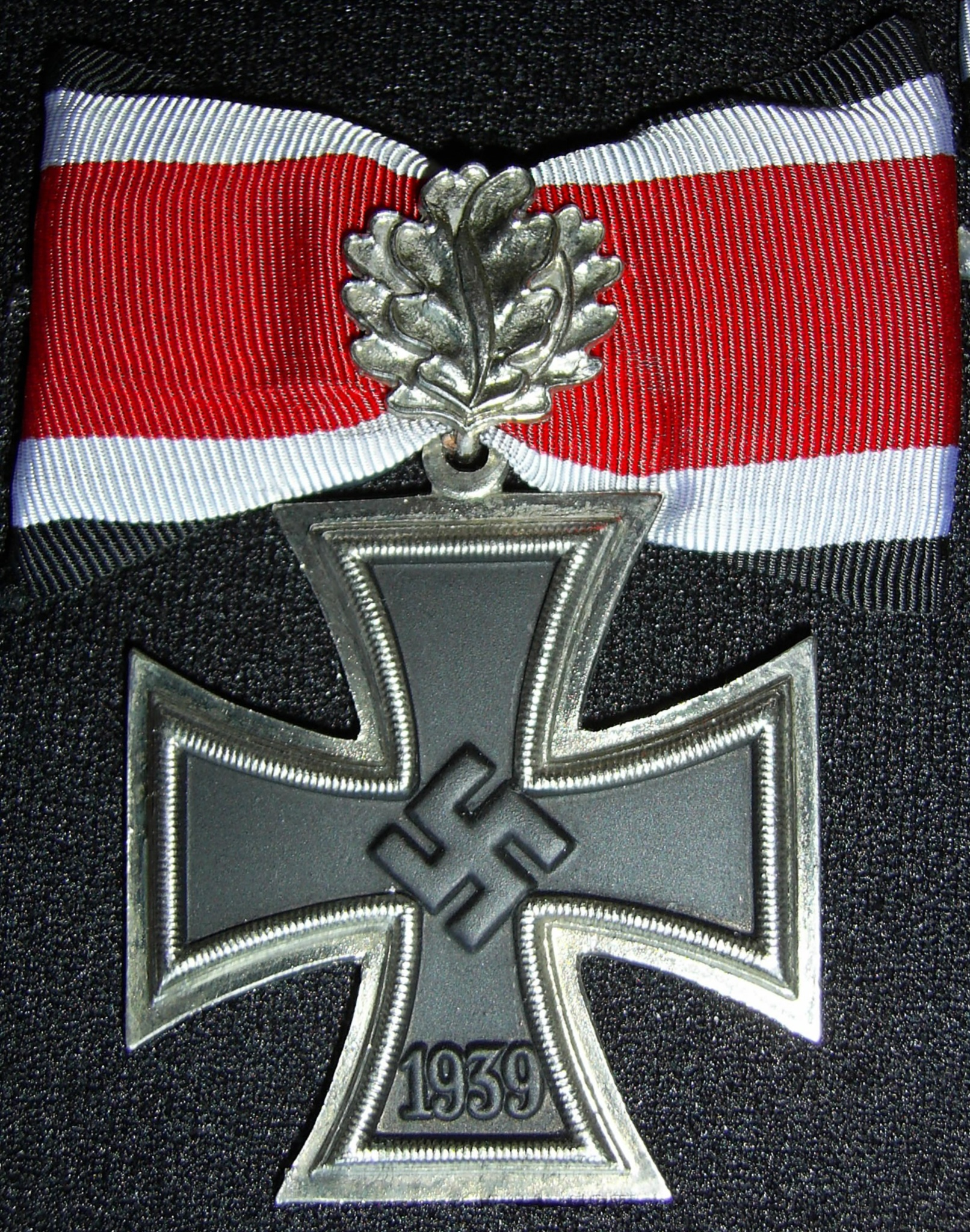
La Croce di cavaliere con fronde di quercia.

Di seguito una lista dei soldati della Wehrmacht decorati con la Croce di cavaliere con fronde di quercia. Tra le forze armate del Terzo Reich venne così distribuita:
- Heer: 509
- Luftwaffe: 246
- Waffen-SS: 75
- Kriegsmarine: 53
- Militari stranieri: 8

## 1940
- Generalleutnant Eduard Dietl, 19 luglio
- Major Werner Mölders, 21 settembre
- Major Adolf Galland, 24 settembre
- Hauptmann Helmut Wick, 9 ottobre
- Kapitänleutnant Günther Prien, 31 ottobre
- Kapitänleutnant Otto Kretschmer, 4 novembre
- Kapitänleutnant Joachim Schepke, 1º dicembre

## 1941
- Oberstleutnant Martin Harlinghausen, 30 gennaio
- Hauptmann Walter Oesau, 6 febbraio
- Generalleutnant Erwin Rommel, 19 marzo
- Hauptmann Hermann Friedrich Joppien, 23 aprile
- Oberleutnant Joachim Müncheberg, 7 maggio
- Kapitänleutnant Heinrich Liebe, 10 giugno
- Kapitänleutnant Engelbert Endrass, 10 giugno
- Kapitänleutnant Herbert Schultze, 12 giugno
- Hauptmann Herbert Ihlefeld, 27 giugno
- Hauptmann Wilhelm Balthasar, 2 luglio
- Leutnant Siegfried Schnell, 9 luglio
- General der Panzertruppe Rudolf Schmidt, 10 luglio
- Oberleutnant Werner Baumbach, 14 luglio
- Oberstleutnant Oskar Dinort, 14 luglio
- Major Walter Storp, 14 luglio
- Korvettenkapitän Viktor Schütze, 14 luglio
- Generaloberst Heinz Guderian, 17 luglio
- Generaloberst Hermann Hoth, 17 luglio
- General der Flieger Wolfram Freiherr von Richthofen, 17 luglio
- Major Günther Lützow, 20 luglio
- Oberleutnant Josef Priller, 20 luglio
- Major Günther Freiherr von Maltzahn, 24 luglio
- Rittmeister Horst Niemack, 10 agosto
- Leutnant Heinrich Baer, 14 agosto
- Hauptmann Hans Hahn, 14 agosto
- Oberleutnant Hans Philipp, 25 agosto
- Generalleutnant Ludwig Crüwell, 1º settembre
- Oberleutnant Karl-Gottfried Nordmann, 17 settembre
- Oberfeldwebel Heinrich Hoffmann, 19 ottobre
- Oberst Kurt-Jürgen von Lützow, 22 ottobre
- Hauptmann Gordon Gollob, 25 ottobre
- Oberleutnant Erbo Graf von Kageneck, 27 ottobre
- Kapitän zur See Ernst-Felix Krüder, 15 novembre
- SS-Obergruppenführer Josef Dietrich, 31 dicembre
- Oberst Heinrich Eberbach, 31 dicembre
- Oberst Franz Scheidies, 31 dicembre
- Oberleutnant Ernst-Georg Buchterkirch, 31 dicembre
- Kapitaen zur See Bernahrd Rogge, 31 dicembre
- Hauptmann Dietrich Peltz, 31 dicembre
- Hauptmann Adalbert Schulz, 31 dicembre
- Major Dr. Franz Josef Eckinger, 31 dicembre
- Major Günther Hoffmann-Schönborn, 31 dicembre
- Oberst Karl Eibl, 31 dicembre
- Kapitänleutnant Heinrich Lehmann-Willenbrock, 31 dicembre
- Major Otto Weiss, 31 dicembre
- Rittmeister Georg Freiherr von Böselager, 31 dicembre
- Generalmajor Walther Kurt von Seydlitz-Kurzbach, 31 dicembre
- Generalmajor Josef Harpe, 31 dicembre
- Oberleutnant zur See Herbert Suhren, 31 dicembre
- Major Hubertus Hitschhold, 31 dicembre

## 1942
- Oberstleutnant Oskar von Boddien, 8 gennaio
- Oberst Hans Jordan, 16 gennaio
- Oberst Karl-Wilhelm Specht, 16 gennaio
- Hauptmann Hans Freiherr von Wolf, 16 gennaio
- Generalmajor Hans Valentin Hube, 16 gennaio
- Oberleutnant Karl-Heinz Noak, 16 gennaio
- Hauptmann Joachim Helbig, 16 gennaio
- Oberstleutnant Otto Hitzfeld, 17 gennaio
- Oberst Wilhelm Wegener, gennaio
- Oberst Hans Traut, gennaio
- Generalmajor Werner Freiherr von und zu Gilsa, 24 gennaio
- Generalmajor Hermann Breith, 31 gennaio
- Hauptmann Rolf Kaldrack, 9 febbraio
- Hauptmann Heinrich Borgmann, 11 febbraio
- Generaloberst Ewald von Kleist, 17 febbraio
- General der Panzertruppe Hans-Georg Reinhardt, 17 febbraio
- General der Panzertruppe Walther Model, 17 febbraio
- Generalmajor Willibald Freiherr von Langermann und Erlencamp, 17 febbraio
- Generalmajor Gerhard Wessel, 17 febbraio
- Oberstleutnant Walter Hagen, 17 febbraio
- Generalfeldmarschall Albert Kesselring, 25 febbraio
- Feldwebel Gerhard Köppen, 27 febbraio
- Hauptmann Kurt Ubben, 12 marzo
- Oberleutnant Max-Helmuth Ostermann, 12 marzo
- Hauptmann Franz Eckerle, 12 marzo
- Oberleutnant Wolf-Dieter Huy, 17 marzo
- Leutnant Hans Strelow, 24 marzo
- Hauptmann Wilhelm Spiess, 5 aprile
- Oberst Friedrich-Wilhelm Müller, 8 aprile
- Kapitänleutnant Erich Topp, 11 aprile
- SS-Obergruppenführer Theodor Eicke, 20 aprile
- Kapitänleutnant Reinhard Hardegen, 23 aprile
- Oberleutnant Wolfgang Späte, 23 aprile
- SS-Brigadeführer Alfred Wünnenberg, aprile
- Generalmajor Theodor Scherer, 5 maggio
- Leutnant Hermann Graf, 17 maggio
- Leutnant Adolf Dickfeld, 17 maggio
- General der Kavallerie Eberhard von Mackensen, 26 maggio
- Oberfeldwebel Leopold Steinbatz, 2 giugno
- Oberleutnant Hans-Joachim von Marseille, 6 giugno
- Hauptmann Helmut Lent, 6 giugno
- Hauptmann Robert-Georg Freiherr von Malapert gennant Neufville, 8 giugno
- Generalmajor Ludwig Wolff, 22 giugno
- Oberleutnant Friedrich Geisshardt, 23 giugno
- Oberleutnant Heinrich Setz, 23 giugno
- General der Infanterie Walter Graf von Brockdorff-Ahlefeldt, 27 giugno
- Kapitänleutnant Rolf Mützelburg, 15 luglio
- Kapitänleutnant Adalbert Schnee, 15 luglio
- Oberleutnant Erwin Claussen, 24 luglio
- Oberleutnant Viktor Bauer, 27 luglio
- Oberfeldwebel Franz-Josef Beerenbrock, 3 agosto
- Hauptmann Anton Hackl, 9 agosto
- Generalmajor Traugott Herr, 9 agosto
- General der Panzertruppe Werner Kempf, 10 agosto
- Major Gerhard Collewe, 12 agosto
- Oberstleutnant Walter Gorn, 17 agosto
- Hauptmann Kurt Brändle, 27 agosto
- Hauptmann Johannes Steinhoff, 2 settembre
- Oberstleutnant Walter Sigel, 2 settembre
- Hauptmann Johann Zemsky, 3 settembre
- Hauptmann Alfred Druschel, 3 settembre
- Oberst Dr. Ernst Bormann, 3 settembre
- Leutnant Gerhard Hein, 7 settembre
- Oberleutnant Werner Ziegler, 8 settembre
- Hauptmann Wolf-Dietrich Wilcke, 10 settembre
- Kapitänleutnant Claus Scholz, 10 settembre
- Leutnant Heinz Schmidt, 16 settembre
- Kapitänleutnant Johannes Bleichrodt, 23 settembre
- Oberleutnant Friedrich-Karl Müller, 23 settembre
- Feldwebel Wilhelm Crinius, 23 settembre
- Oberleutnant Wolfgang Tonne, 23 settembre
- Generalmajor Bruno Ritter von Hauenschild, 27 settembre
- Leutnant Hans Beisswenger, 3 ottobre
- Feldwebel Ernst-Wilhelm Reinert, 7 ottobre
- Hauptmann Karl Torley, 11 ottobre
- Hauptmann Hannes Kümmel, 11 ottobre
- Oberleutnant Günther Rall, 26 ottobre
- Oberstleutnant Ludwig Kirschner, 28 ottobre
- Hauptmann Konrad Hupfer, 28 ottobre
- Oberfeldwebel Max Stotz, 30 ottobre
- Oberleutnant Heinrich Schweickhardt, 30 ottobre
- Hauptmann Wolfgang Schenck, 30 ottobre
- Oberstleutnant Hermann Seitz, 31 ottobre
- Oberfeldwebel Josef Zwernemann, 31 ottobre
- Kapitänleutnant Wolfgang Lüth, 13 novembre
- Kapitänleutnant Werner Töniges, 13 novembre
- Oberstleutnant Hyazinth Graf Strachwitz von Gross Zauche und Camminetz, 13 novembre
- Generalmajor Bernahrd-Hermann Ramcke, 13 novembre
- Leutnant Josef Wurmheller, 13 novembre
- Korvettenkapitän Karl Friedrich Merten, 16 novembre
- Hauptmann Friedrich Lang, novembre
- Oberleutnant Alwin Börst, 28 novembre
- Oberleutnant Ekkehard Kylling, 4 dicembre
- Oberstleutnant Ernst Nobis, 5 dicembre
- Generalleutnant Wolfgang Fischer, 9 dicembre
- Generalleutnant Karl Allmendinger, 13 dicembre
- Hauptmann Heinrich Päpcke, 19 dicembre
- Generalmajor Hermann Balck, 20 dicembre
- General der Artillerie Walter Heitz, 21 dicembre
- SS-Oberführer Hermann Fegelein, 22 dicembre
- Kapitän zur See Helmuth von Rückteschell, 22 dicembre
- SS-Gruppenführer Felix Steiner, 23 dicembre
- Generalleutnant Hubert Lanz, 23 dicembre
- Generalmajor Helmut Schlömer, 23 dicembre
- Oberst Maximilian Reichsfreiherr von Edelsheim, 23 dicembre
- Oberst Hartwig von der Ludwiger, 23 dicembre
- Hauptmann Harald von Hirshfeld, 23 dicembre
- Oberleutnant Josef Bremm, 23 dicembre
- Oberst Helmuth Thumm, 23 dicembre
- Oberst Helmuth von Pannwitz, 23 dicembre
- Generalleutnant Martin Fiebig, 23 dicembre

## 1943
- Oberst Rainer Stahel, 5 gennaio
- Oberleutant der Reserve Fritz Fessmann, 5 gennaio
- Kapitänleutnant Friedrich Guggenberger, 9 gennaio
- Oberleutnant Heinz Frank, 12 gennaio
- Major Dr. Ernst Kupfer, 12 gennaio
- Hauptmann Bruno Dilley, 12 gennaio
- Oberleutnant Gerhard Barkhorn, 13 gennaio
- Oberst Wend von Wietersheim, 13 gennaio
- Kapitänleutnant Johannes Mohr, 15 gennaio
- Generaloberst Friedrich Paulus, 15 gennaio
- Major Karl Willig, 18 gennaio
- Hauptmann Günther Göbel, 18 gennaio
- Generalfeldmarschall Günther von Kluge, 18 gennaio
- Hauptmann Waldemar von Gazen, 18 gennaio
- Generalleutnant Hans Kreysing, 20 gennaio
- Major Reinhard Günzel, 21 gennaio
- Oberwachtmeister Hugo Primozic, 28 gennaio
- Hauptmann Willy Riedel, 28 gennaio
- Oberleutnant der Reserve Georg Michael, 28 gennaio
- Hauptmann Gustav Pressler, 28 gennaio
- Generalleutnant Karl Rodenburg, 31 gennaio
- Hauptmann Reinhold Knacke, 7 febbraio
- Hauptmann Erwin Fischer, 10 febbraio
- Hauptmann Hermann Hogeback, 19 febbraio
- Hauptmann Helmut Bruck, 19 febbraio
- Hauptmann Alfons König, 21 febbraio
- SS-Obersturmbannführer Kurt Meyer, 23 febbraio
- Oberleutnant Hans Gildner, 26 febbraio
- Major Werner Streib, 26 febbraio
- Hauptmann Ludwig Becker, 27 febbraio
- Oberleutnant Werner Baumgartner-Crusius, 27 febbraio
- SS-Standartenführer Fritz Witt, 1º marzo
- Oberst Hans Mikosch, 6 marzo
- Hauptmann Walter Scheunemann, 6 marzo
- Generalleutnant Gustav Schmidt, 6 marzo
- Hauptmann der Reserve Eberhard Zahn, 6 marzo
- Oberst Johann Mickl, 6 marzo
- Hauptmann Wilhelm von Malachoski, 6 marzo
- Oberfeldwebel Bruno Kohnz, 6 marzo
- Kapitänleutnant Georg Lassen, 7 marzo
- Generalfeldmarschall Erich von Manstein, 14 marzo
- Unteroffizier Georg Rietscher, 14 marzo
- Major Karl Langesee, 15 marzo
- Oberleutnant der Reserve Josef Kult, 15 marzo
- Generalleutnant Walther Hoernlein, 15 marzo
- Oberleutnant Theodor Nordmann, 17 marzo
- Generalmajor Georg-Wilhelm Postel, 28 marzo
- Generaloberst Robert Ritter von Greim, 2 aprile
- General der Infanterie Karl von Scheele, 2 aprile
- Hauptmann Heinrich Schüler, 2 aprile
- Hauptmann Helmut Hudel, 2 aprile
- SS-Standartenführer Hinrich Schuldt, 2 aprile
- SS-Obersturmbannführer Otto Kumm, 6 aprile
- Oberfeldwebel Rudolf Schlee, 6 aprile
- Grossadmiral Karl Dönitz, 6 aprile
- Kapitänleutnant Albrecht Brandi, 11 aprile
- Fregattenkapitän Gerhard von Kamptz, 14 aprile
- Oberleutnant zur See Siegfried Wuppermann, 14 aprile
- Major Erich Klawe, 14 aprile
- Hauptmann Peter Frantz, 14 aprile
- Hauptmann Hans Ulrich Rudel, 14 aprile
- Oberstleutnant Paul Werner Hozzel, 14 aprile
- Hauptmann Georg Dörffel, 14 aprile
- Hauptmann Egon Mayer, 16 aprile
- SS-Sturmbannführer August Dieckmann, 20 aprile
- Kapitänleutnant Otto von Bülow, 26 aprile
- Generalmajor Willibald Borowietz, 10 maggio
- Hauptmann Hans-Günther Stotten, 10 maggio
- General der Infanterie Paul Laux, 17 maggio
- General der Infanterie Gustav Höhne, 17 maggio
- General der Infanterie Karl Adolf Hollidt, 17 maggio
- Generalmajor Gerhard von Schwerin, 17 maggio
- Oberleutnant Wilhelm Niggemeyer, 17 maggio
- Oberst Franz Griesbach, 17 maggio
- Hauptmann Erich Bärenfaenger, 17 maggio
- Major der Reserve Richard Grünert, 17 maggio
- Oberfeldwebel Ernst Kruse, 17 maggio
- SS-Sturmbannführer Georg Bochmann, 17 maggio
- Oberst Karl Lowerick, 17 maggio
- Generalleutnant Martin Grase, 23 maggio
- Korvettenkapitän Friedrich Kemnade, 27 maggio
- Kapitänleutant Robert Gysae, 31 maggio
- General der Infanterie Hans von Obstfelder, 7 giugno
- Oberstleutnant Karl Göbel, 8 giugno
- Major Friedrich Höhne, 8 giugno
- Oberleutnant Günther Klappich, 8 giugno
- Major Gustav Rödel, 20 giugno
- Kapitänleutnant Carl Emmermann, 4 luglio
- Kapitänleutnant Werner Henke, 4 luglio
- Generalmajor Fritz Bayerlein, 6 luglio
- Generalmajor Walther von Hünersdorff, 14 luglio
- Major Bernhard Sauvant, 28 luglio
- SS-Obergruppenführer Paul Hausser, 29 luglio
- Major der Reserve Franz Baeke, 1º agosto
- Hauptmann Egmont Prinz zu Lippe-Weissenfeld, 2 agosto
- Hauptmann Manfred Meurer, 2 agosto
- Hauptmann Heinrich Ehrler, 2 agosto
- Oberleutnant Theodor Weissenberger, 2 agosto
- Oberleutnant Joachim Kirschner, 2 agosto
- Hauptmann Werner Schroer, 2 agosto
- Major Hajo Herrmann, 2 agosto
- Major Bruno Kahl, 8 agosto
- General der Infanterie Lothar Rendulic, 15 agosto
- Oberst Dietrich von Müller, 16 agosto
- Generalfeldmarschall Georg von Küchler, 21 agosto
- Generalfeldmarschall Ernst Busch, 21 agosto
- Generaloberst Georg Lindemann, 21 agosto
- Generalmajor Paul Conrath, 22 agosto
- SS-Obersturmbannführer Otto Baum, 22 agosto
- Generalleutnant Hans Freiherr von Funck, 22 agosto
- Oberst Alexander Conrady, 22 agosto
- General der Panzertruppen Erhard Raus, 22 agosto
- Generalleutnant Dietrich von Saucken, 22 agosto
- Generalleutnant Hans Gollnick, 24 agosto
- Major Alfred Eidel, 24 agosto
- Oberst Paul Schultz, 26 agosto
- Major Hans Dettlef von Cossel, 29 agosto
- SS-Gruppenführer Walter Krüger, 30 agosto
- Hauptmann Rolf Rocholl, 31 agosto
- Major Hartmann Grasser, 31 agosto
- Oberleutnant Wolf-Udo Ettel, 31 agosto
- Hauptmann Heinrich Prinz zu Sayn-Wittgenstein, 31 agosto
- General der Infanterie Hans Zorn, 3 settembre
- Generalleutnant Horst Grossmann, 4 settembre
- Hauptmann Walter Nowotny, 5 settembre
- General der Panzertruppen Joachim Lemelsen, 7 settembre
- General der Infanterie Erich Jaschke, 7 settembre
- SS-Standartenführer Heinz Harmel, 7 settembre
- SS-Brigadeführer Hermann Priess, 9 settembre
- Generalleutnant Friedrich Hossbach, 11 settembre
- Generalleutnant Siegfried Thomaschki, 11 settembre
- Oberst Dr. Walter Lange, 13 settembre
- Oberst Günther Pape, 15 settembre
- Major Theodor Tollsdorff, 15 settembre
- SS-Obersturmbannführer Sylvester Stadler, 16 settembre
- Ulrich Kleemann, 16 settembre
- General der Flieger Kurt Student, 27 settembre
- Oberst Alfred-Hermann Reinhardt, 28 settembre
- Major Hans Fritsche, 2 ottobre
- Oberleutnant Bodo Spranz, 3 ottobre
- Oberfeldwebel Josef Schreiber, 5 ottobre
- SS-Hauptsturmführer Erwin Meierdress, 12 ottobre
- Hauptmann Hans Pestke, 14 ottobre
- Generalleutnant Julius Ringel, 25 ottobre
- General der Artillerie Rudolf Freiherr von Roman, 28 ottobre
- Oberst Ernst Voss, 28 ottobre
- SS-Brigadeführer Herbert Gille, 1º novembre
- Oberstleutnant der Reserve Albert Graf von der Goltz, 2 novembre
- Ernst Ziemer, 2 novembre
- Oberst Eugen König, 4 novembre
- Generalleutnant Hermann Recknagel, 6 novembre
- Hauptmann der Reserve Siegfried Grabert, 6 novembre
- Major Heinrich Kiesling, 7 novembre
- General der Panzertruppen Otto von Knobelsdorff, 12 novembre
- General der Artillerie Maximilian de Angelis, 12 novembre
- General der Artillerie Erich Brandenberger, 12 novembre
- Major Otto Ernst Remer, 12 novembre
- Korvettenkapitän Georg Christianen, 13 novembre
- SS-Hauptsturmführer Hans Dorr, 13 novembre
- Major Josef Heindl, 18 novembre
- Hauptmann Willi Johannmeyer, 18 novembre
- Fregattenkapitän der Reserve Dr. Ing. Karl-Friedrich Brill, 18 novembre
- Generalleutnant Johannes Block, 22 novembre
- Generalmajor Hasso von Manteuffel, 23 novembre
- Generaloberst Gotthard Heinrici, 24 novembre
- General der Infanterie Hans Schmidt, 24 novembre
- Oberst Dr. Karl Mauss, 24 novembre
- Oberstleutnant Hans-Henning Freiherr von Beust, 25 novembre
- Oberstleutnant Dietrich Hrabak, 25 novembre
- Hauptmann Wilhelm Lemke, 25 novembre
- Generalleutnant Otto Schünemann, 28 novembre
- Generalleutnant Walter Hartmann, 30 novembre
- Major Ernst-August Fricke, 30 novembre
- Oberstleutnant Ernst Wellmann, 30 novembre
- Oberst Alfred Druffner, 30 novembre
- Generalleutnant Anton Grasser, 5 dicembre
- Oberstleutnant Kurt Walter, 5 dicembre
- Major Adolf Weitkunat, 5 dicembre
- Hauptmann der Reserve Walter Elflein, 5 dicembre
- Oberstleutnant Willy Langkeit, 7 dicembre
- Rittmeister Andeos Thorey, 7 dicembre
- General der Artillerie Siegfried Henrici, 9 dicembre
- Oberst Heinrich Voigtsberger, 10 dicembre
- Oberstleutnant Karl Baacke, 10 dicembre
- SS-Sturmbannführer Christian Tychsen, 10 dicembre
- Hauptmann Alfred Müller, 15 dicembre
- Oberstleutnant der Reserve Hans-Joachim Kahler, 17 dicembre
- Oberst Ernst Kühl, 18 dicembre
- General der Infanterie Kurt von der Chevallerie, 19 dicembre
- Oberst Wilhelm Schmalz, 23 dicembre
- SS-Obersturmbannführer Albert Frey, 27 dicembre
- Leutnant Heinrich Ochs, 30 dicembre

## 1944
- Korvettenkapitän Bernd Klug, 1º gennaio
- Korvettenkapitän Klaus Feldt, 1º gennaio
- Hauptmann Walter Krauss, 3 gennaio
- Leutnant Horst Hannig, 3 gennaio
- Leutnant Hans-Arnold Stahlschmidt, 3 gennaio
- Hauptmann Helmut Kalbitz, 7 gennaio
- Major Josef-Georg Mugler, 10 gennaio
- General der Artillerie Maximilain Fretter-Pico, 16 gennaio
- Generalleutnant Hans Schlemmer, 18 gennaio
- Feldwebel Heinrich Boigk, 18 gennaio
- Generalleutnant August Schmidt, 23 gennaio
- General der Infanterie Friedrich Wiese, 24 gennaio
- Generalleutnant Walter Krüger, 24 gennaio
- Oberstleutnant Karl Kötz, 24 gennaio
- SS-Obersturmbannführer Hugo Kraas, 24 gennaio
- Generalmajor Eduard Hauser, 26 gennaio
- SS-Obersturmbannführer Joachim Peiper, 27 gennaio
- Generalleutnant Walter Fries, 29 gennaio
- Oberstleutnant Walther Sievers, 29 gennaio
- SS-Untersturmführer Michael Wittmann, 30 gennaio
- Hauptmann Bernhard Flachs, 31 gennaio
- Generalleutnant Richard Heydrich, 5 febbraio
- General der Panzertruppe Walther Nehring, 8 febbraio
- Oberst Botho Kollberg, 8 febbraio
- Major Erich Löwe, 8 febbraio
- Hauptmann der Reserve Günther Hilt, 8 febbraio
- Korvettenkapitän der Reserve Fritz Breithaupt, 10 febbraio
- General der Artillerie Robert Martinek, 10 febbraio
- Leutnant Josef Schneider, 10 febbraio
- Feldwebel Walter Möse, 10 febbraio
- General der Panzertruppe Friedrich Kirchner, 12 febbraio
- Generalmajor Hans Källner, 12 febbraio
- SS-Brigadeführer Theodor Wisch, 12 febbraio
- Oberst Heinrich Bronsart von Schellendorff, 12 febbraio
- Oberst Erich Lorenz, 12 febbraio
- Oberst Meinrad von Lauchert, 12 febbraio
- Unteroffizier Josef Karl, 16 febbraio
- General der Gebirgstruppe Ferdinand Schörner, 17 febbraio
- General der Artillerie Wilhelm Stemmermann, 18 febbraio
- Generalleutnant Theobald Lieb, 18 febbraio
- Major Robert Kästner, 21 febbraio
- Oberst Ernst-Günther Baade, 21 febbraio
- Oberstleutnant Rudolf Kolbeck, 22 febbraio
- Oberst Maximilian Wengler, 22 febbraio
- Hauptmann der Reserve Walter Mix, 22 febbraio
- Major Otto Benzin, 22 febbraio
- Generalleutnant Werner Frost, 22 febbraio
- General der Artillerie Helmut Weidling, 22 febbraio
- General der Infanterie Friedrich Mieth, 1º marzo
- Oberst Hermann Hohn, 1º marzo
- Oberst Erich Walther, 2 marzo
- Oberst Ludwig Heilmann, 2 marzo
- Major Kurt Bühlingen, 2 marzo
- Hauptmann Horst Adameit, 2 marzo
- Oberleutnant Walter Krupinski, 2 marzo
- Hauptmann August Geiger, 2 marzo
- Hauptmann Hans-Dieter Frank, 2 marzo
- Major Johannes Wiese, 2 marzo
- Major Reinhard Seiler, 2 marzo
- Leutnant Erich Hartmann, 2 marzo
- Oberst Hermann-Heinrich Behrend, 6 marzo
- Oberfeldwebel Gustav Stühmer, 6 marzo
- SS-Brigadeführer Fritz von Scholz, 12 marzo
- Hauptmann der Reserve Willi Thulke, 12 marzo
- Hauptmann Josef Rettemeier, 13 marzo
- Generalleutnant Smilo Freiherr von Lüttwitz, 16 marzo
- Oberstleutnant Josef Bregenzer, 17 marzo
- Generalleutnant Friedrich Schulz, 20 marzo
- Oberstleutnant der Reserve Werner Mummert, 20 marzo
- Hauptmann Hans-Joachim Jabs, 24 marzo
- Major Bernhard Jope, 24 marzo
- Major Wilhelm Schmitter, 24 marzo
- Major Dr. Maximilian Otte, 24 marzo
- Major Hans Georg Bätcher, 24 marzo
- Oberst Georg Kossmala, 26 marzo
- Hauptmann Georg Grüner, 26 marzo
- Hauptmann Eduard Traut, 26 marzo
- Wachtmeister Fritz Petersen, 26 marzo
- General der Panzertruppe Fridolin von Senger und Etterlin, 5 aprile
- Generalleutnant Ludwig Müller, 6 aprile
- Major Heinz Wittchow von Brese-Winiary, 6 aprile
- Oberst Herbert Schwender, 6 aprile
- Oberstleutnant Hans Kroh, 6 aprile
- Oberstleutnant Günther Radusch, 6 aprile
- General der Infanterie Johannes Friessner, 9 aprile
- Hauptmann Alfred Grislawski, 11 aprile
- Major Erich Rudorffer, 11 aprile
- Oberleutnant Emil Lang, 11 aprile
- Leutnant Otto Kittel, 11 aprile
- Major Rudolf Schönert, 11 aprile
- Major Wilhelm Herget, 11 aprile
- Leutnant Anton Hafner, 11 aprile
- Generalleutnant Johannes Mayer, 13 aprile
- Hauptmann Heinz Hogrebe, 13 aprile
- Major Rudolf Geissler, 13 aprile
- Generaloberst Heinrich von Vietinghoff gennant Scheel, 16 aprile
- Generalmajor Egon von Neindorff, 17 aprile
- Major Wilhelm Drewes, 20 aprile
- Oberst Karl-Lothar Schulz, 20 aprile
- Leutnant Günther Schack, 20 aprile
- Oberleutnant zur See der Reserve Otto Pollmann, 25 aprile
- Oberstleutnant Hans-Karl Stepp, 25 aprile
- Major Martin Möbus, 25 aprile
- Leutnant Albin Wolf, 25 aprile
- Oberfeldwebel Heinz Vinke, 25 aprile
- Generalmajor Karl Decker, 4 maggio
- Oberstleutnant der Reserve Erich Lorenz, 4 maggio
- Oberstleutnant Wilhelm Eggemann, 4 maggio
- Hauptmann Theodor von Lücken, 7 maggio
- Generaloberst Otto Dessloch, 10 maggio
- Leutnant Leopold Münster, 12 maggio
- Major Max Sachsenheimer, 14 maggio
- Oberfeldwebel Martin Hrustak, 14 maggio
- Oberfeldwebel Johann Schwerdfeger, 14 maggio
- Generalleutnant Emil Vogel, 14 maggio
- Generalmajor Rudolf Freiherr von Waldenfels, 14 maggio
- Oberst Fritz Müller[1], 14 maggio
- Major Kilian Weimer, 14 maggio
- SS-Hauptsturmführer Walther Schmidt, 14 maggio
- SS-Obersturmbannführer Karl Ullrich, 14 maggio
- Major Karl Henze, 20 maggio
- Major Willy Marienfeld, 25 maggio
- Feldwebel Ferdinand Wegerer, 4 giugno
- Generalmajor Wolf Hagemann, 4 giugno
- Oberfeldwebel Hans Strippel, 4 giugno
- Generalleutnant Friedrich Hochbaum, 4 giugno
- General der Artillerie Ernst-Eberhard Hell, 4 giugno
- Generalleutnant Alfons Hitter, 4 giugno
- Generalleutnant Wolfgang Pickert, 5 giugno
- Generalmajor Gottfried Weber, 9 giugno
- Oberstleutnant Horst Niederlaender, 9 giugno
- Feldwebel Georg Bonk, 9 giugno
- Oberfeldwebel Hubert Pilarski, 9 giugno
- Oberstleutnant Ernst-Wilhelm Hoffmann, 9 giugno
- Hauptmann Conrad Zeller, 9 giugno
- Major Joachim Domaschke, 11 giugno
- Oberfeldwebel Emil Kaminsky, 12 giugno
- Leutnant Edwin Stolz, 12 giugno
- Kapitän zur See Rudolf Petersen, 13 giugno
- Kapitänleutnant Götz Freiherr von Mirbach, 14 giugno
- Oberleutnant Diddo Diddens, 15 giugno
- Generalleutnant Ernst Sieler, 24 giugno
- General der Artillerie Erich Marcks, 24 giugno
- Oberst Albert Brux, 24 giugno
- Major Horst Kaubisch, 24 giugno
- Oberleutnant Hendrik Stahl, 24 giugno
- Hauptmann Heinz-Wolfgang Schnaufer, 24 giugno
- Leutnant Adolf Glunz, 24 giugno
- Hauptmann Eduard Skrzipek, 24 giugno
- Oberstleutnant Reinhard Egger, 24 giugno
- Major Josef Fitz, 24 giugno
- Hauptmann Herbert Huppetz, 24 giugno
- Hauptmann Clemens Graf von Kageneck, 26 giugno
- Oberst der Reserve Werner Kolb, 26 giugno
- Generalmajor Martin Unrein, 26 giugno
- Generalleutnant Erich Abraham, 26 giugno
- Generalleutnant Fritz Hubert Gräser, 26 giugno
- Generaloberst Friedrich Dollmann, 2 luglio
- Generalfeldmarschall Gerd von Rundstedt, 2 luglio
- Major Hermann Wulf, 3 luglio
- General der Infanterie Erich Buschenhagen, 4 luglio
- Hauptmann Heinz-Otto Fabius, 9 luglio
- Korvettenkapitän Karl Palmgreen, 11 luglio
- Korvettenkapitän Heinrich Hoffmann, 11 luglio
- Major Heinz-Georg Lemm, 11 luglio
- Hauptmann Wilhelm Batz, 20 luglio
- Oberleutnant Willy Kientsch, 20 luglio
- Hauptmann Heinz Strüning, 20 luglio
- Hauptmann Karl-Heinz Weber, 20 luglio
- Oberleutnant Otto Wessling, 20 luglio
- Oberfeldwebel Rudolf Frank, 20 luglio
- Hauptmann Herbert Lamprecht, 25 luglio
- Major Wilhelm von Salisch, 27 luglio
- Hauptmann der Reserve Gerhard Kruse, 27 luglio
- Leutnant der Reserve Otto Carius, 27 luglio
- Oberst Hermann von Oppeln-Bronikowski, 28 luglio
- Oberst Rudolf Demme, 28 luglio
- Major Paul Schulze, 28 luglio
- General der Infanterie Kurt von Tippelskirch, 30 luglio
- Hauptmann Hubert Mickley, 4 agosto
- Oberst Willy Wesche, 6 agosto
- General der Infanterie Carl Hilpert, 8 agosto
- Generalmajor Heinrich Nickel, 8 agosto
- Major Kurt Schille, 8 agosto
- Oberst Martin Strahammer, 11 agosto
- SS-Obersturmführer Karl Kloskowski, 11 agosto
- Oberleutnant der Reserve Gerhard Simons, 11 agosto
- SS-Obersturmbannführer Max Wünsche, 11 agosto
- Generalleutnant Dietrich Kraiss, 11 agosto
- Oberst der Reserve Rudolf Bacherer, 11 agosto
- Oberst Andreas von Aulock, 16 agosto
- Oberstleutnant Hermann Siggel, 16 agosto
- Major Gerhard Pick, 19 agosto
- SS-Obersturmführer Heinz Macher, 19 agosto
- Oberst Hinrich Warrelmann, 19 agosto
- Oberst Rudolf Wulf, 19 agosto
- Oberst der Reserve Werner Schulze, 23 agosto
- Generalmajor Walter Melzer, 23 agosto
- SS-Obersturmführer Bruno Hinz, 23 agosto
- Oberst Hellmuth Mäder, 27 agosto
- Oberst Rudolf Holste, 27 agosto
- General der Flieger Kurt Pflugbeil, 27 agosto
- SS-Obergruppenführer Wilhelm Bittrich, 28 agosto
- General der Fallschirmtruppe Eugen Meindl, 31 agosto
- Generalleutnant Hermann Flörke, 2 settembre
- Oberst Martin Bieber, 2 settembre
- Hauptmann der Reserve Hermann Klein, 2 settembre
- Major der Reserve Jakob Gansmeyer, 2 settembre
- Major Walter Misera, 2 settembre
- SS-Oberführer Friedrich Wilhlem Bock, 2 settembre
- Generalleutnant Heinrich Freiherr von Lüttwitz, 3 settembre
- Generalleutnant Heinz Greiner, 5 settembre
- Oberstleutnant Christian Sonntag, 5 settembre
- Generalleutnant Hellmuth Pfeifer, 5 settembre
- Oberst Dr. Rudolf Flinzer, 5 settembre
- Major Walter Neitzel, 5 settembre
- Oberleutnant der Reserve Richard Seuss, 5 settembre
- Generalleutnant Otto Lasch, 10 settembre
- Oberst Alois Werner, 10 settembre
- Generalmajor Gerhard Lindemann, 10 settembre
- Leutnant Johann Bölter, 10 settembre
- Hauptmann Gustav Reimar, 10 settembre
- Konteradmiral Otto Kähler, 15 settembre
- Oberst Erich Pietzonka, 16 settembre
- Major Walter Gericke, 17 settembre
- Generalmajor Heinrich Trettner, 17 settembre
- Hauptmann Hans Thurner, 17 settembre
- Hauptmann Paul Zorner, 17 settembre
- Generalmajor Hans von der Mosel, 18 settembre
- Major Rudolf Haen, 21 settembre
- SS-Obersturmführer Helmut Scholz, 21 settembre
- Oberst Otto Schury, 21 settembre
- Generalmajor Werner Marcks, 21 settembre
- General der Infanterie Ehrenfried-Oskar Böge, 21 settembre
- SS-Oberführer Hellmuth Becker, 21 settembre
- SS-Standartenführer Johannes Mühlenkamp, 21 settembre
- Generalleutnant Friedrich August Schack, 21 settembre
- Oberst Ernst König, 21 settembre
- Major Ernst Philipp, 30 settembre
- Oberstleutnant Wolfgang Kretzschmar, 30 settembre
- SS-Obersturmbannführer Otto Meyer, 30 settembre
- Major Hermann Scharnagel, 30 settembre
- Leutnant Konrad Sauer, 30 settembre
- SS-Gruppenführer Heinz Reinefarth, 30 settembre
- General der Infanterie Erich Straube, 30 settembre
- Major Georg Jacob, 30 settembre
- Leutnant Walter Schuck, 30 settembre
- Oberstleutnant Friedrich August Freiherr von der Heydte, 30 settembre
- Hauptmann Herbert Bauer, 30 settembre
- Oberleutnant der Reserve Jörg Burg, 4 ottobre
- Major Gerhard Behnke, 4 ottobre
- Unteroffizier Gerhard Kunert, 4 ottobre
- Hauptmann Wilhelm Kohler, 4 ottobre
- Hauptmann Franz Kieslich, 10 ottobre
- Hauptmann Dieter Lukesch, 10 ottobre
- Generalmajor Georg Graf von Rittberg, 10 ottobre
- Generalleutnant Mortimer von Kessel, 16 ottobre
- Oberfeldwebel Willi Koch, 16 ottobre
- Oberstleutnant Friedrich Strohm, 18 ottobre
- Admiral Theodor Krancke, 18 ottobre
- Oberst Wilhelm Bleckwenn, 18 ottobre
- Oberst Arthur Jüttner, 18 ottobre
- Generalleutnant Johann-Georg Richert, 18 ottobre
- Major Werner Gust, 18 ottobre
- Oberleutnant der Reserve Othmar Kreuzinger, 18 ottobre
- Oberst Franz Weller, 23 ottobre
- Major Karl Thieme, 23 ottobre
- Hauptmann Hans-Christian Stock, 23 ottobre
- Oberleutnant Gustav Schubert, 24 ottobre
- Oberleutnant Hans Schalanda, 24 ottobre
- Major Helmut Leicht, 24 ottobre
- Major Günther Tonne, 24 ottobre
- Stabsfeldwebel Benno Reuter, 28 ottobre
- Major Paul Ecker, 28 ottobre
- Oberstleutnant Paul von Hauser, 28 ottobre
- Major der Reserve Fritz-Rudolf Schultz, 28 ottobre
- Oberstleutnant Heinrich Busse, 28 ottobre
- Hauptmann Eduard Brunner, 28 ottobre
- SS-Gruppenführer Max Simon, 28 ottobre
- Generaloberst Johannes Blaskowitz, 29 ottobre
- Major Klaus Hilgemann, 29 ottobre
- Oberstleutnant Gerhard Friedrich, 3 novembre
- Generalleutnant Maximilian Felzmann, 3 novembre
- Generalleutnant Johann-Heinrich Eckhardt, 3 novembre
- Werner Hartmann, 5 novembre
- Generaloberst Walter Weiss, 5 novembre
- General der Infanterie Gustav von Zangen, 5 novembre
- Major Gerd Ruge, 16 novembre
- Major Wilhlem Weidenbrück, 16 novembre
- SS-Standartenführer Helmut Dörner, 16 novembre
- SS-Obersturmbannführer Albrecht Krügel, 16 novembre
- Major Emil Badorrek, 18 novembre
- Major Klaus Mietusch, 18 novembre
- Hauptmann Heinz Meyer, 18 novembre
- Oberstleutnant Willi Antrup, 18 novembre
- Major Karl-Heinirch Höfer, 18 novembre
- Oberstleutnant Gerhard Schirmer, 18 novembre
- Generalleutnant Hans Seidemann, 18 novembre
- Korvettenkapitän Hans Hossfeld, 25 novembre
- Major Werner Dörnbrack, 25 novembre
- Hauptmann Hubert Pölz, 25 novembre
- Major Rudolf Witzig, 25 novembre
- Hauptmann Georg-Peter Eder, 25 novembre
- Major Rudolf Rennecke, 25 novembre
- Leutnant Otto Dommeratzky, 25 novembre
- Hauptmann Karl Kennel, 25 novembre
- Major Gerhard Michalski, 25 novembre
- SS-Sturmbannführer Gerhard Bremer, 26 novembre
- Major Klaus von Bismarck, 26 novembre
- SS-Obergruppenführer Arthur Phleps, 27 novembre
- General der Infanterie Otto Wöhler, 28 novembre
- Generalleutnant Helmuth Reymann, 28 novembre
- Major Curt Ehle, 29 novembre
- Hauptmann Kurt Maier, 6 dicembre
- Oberleutnant Georg Sattler, 6 dicembre
- Generalleutnant Walter Hahm, 9 dicembre
- Oberfeldwebel Christian Braun, 9 dicembre
- Feldwebel Fritz Arndt, 9 dicembre
- Generalmajor Gerhard Engel, 11 dicembre
- SS-Brigadeführer Jürgen Wagner, 11 dicembre
- Major Friedrich Jakob, 18 dicembre
- Generalleutnant Harry Hoppe, 18 dicembre
- Generalmajor Eduard Crasemann, 18 dicembre
- Hauptmann Andreas Kuffner, 20 dicembre
- SS-Sturmbannführer Fritz Biermeier, 26 dicembre
- Generalleutnant Paul Klatt, 26 dicembre
- SS-Obersturmbannführer Günther Eberhard Wisliceny, 26 dicembre
- SS-Obersturmbannführer Otto Weidinger, 27 dicembre

## 1945
- Oberst Barone Heinrich von Behr, 9 gennaio
- Generalmajor Kurt-Hermann Freiherr von Muehlen, 9 gennaio
- General der Artillerie Walther Lucht, 9 gennaio
- Oberstleutnant Sigmund-Ulrich Freiherr von Gravenreuth, 9 gennaio
- Oberstleutnant Kurt Gröschke, 9 gennaio
- General der Artillerie Kurt Herzog, 12 gennaio
- Major Alois Eisele, 12 gennaio
- Oberstleutnant Volprecht Freiherr Riedesel von Eisenbach, 14 gennaio
- Hauptmann Joachim Brendel, 14 gennaio
- General der Infanterie Wilhelm Hasse, 14 gennaio
- Rittmeister Detlev Gollert-Hansen, 14 gennaio
- Hauptmann Claus Berger, 14 gennaio
- SS-Gruppenführer Bruno Streckenbach, 16 gennaio
- Oberst der Reserve Max Reinwald, 18 gennaio
- Oberstleutnant Richard Henze, 18 gennaio
- Generalleutnant Walter Risse, 18 gennaio
- Generaloberst Alexander Löhr, 20 gennaio
- Generalmajor Gerhard Schmidhuber, 21 gennaio
- Major der Reserve Wilhelm Schöning, 21 gennaio
- Oberstleutnant Herbert Kündiger, 21 gennaio
- Generalmajor Albert Henze, 21 gennaio
- Generalmajor Erich Reuter, 21 gennaio
- Major Kurt Dahlmann, 24 gennaio
- Leutnant Kurt Plenzat, 24 gennaio
- Leutnant Herbert Rollwage, 24 gennaio
- SS-Standartenführer Max Schäfer, 25 gennaio
- Oberstleutnant Karl Pröll, 25 gennaio
- Hellmuth Böhlke, 25 gennaio
- Oberfeldwebel Walter Süss, 25 gennaio
- Major Wilhelm Spindler, 31 gennaio
- Generalleutnant Karl Arndt, 1º febbraio
- SS-Sturmbannführer Kurt Wahl, 1º febbraio
- SS-Brigadeführer Joachim Rumohr, 1º febbraio
- SS-Brigadeführer August Zehender, 1º febbraio
- SS-Obergruppenführer Karl Pfeffer-Wildenbruch, 1º febbraio
- Major Walter Dahl, 1º febbraio
- Major Dr. Karl Rossmann, 1º febbraio
- Oberst Ernst Jansa, 1º febbraio
- Major Jörgen Harder, 1º febbraio
- Major Otto Vincon, 5 febbraio
- Oberst Joachim Sander, 5 febbraio
- Rittmeister Georg Graf von Plettenberg, 5 febbraio
- Generalfeldmarschall Maximilian Freiherr von Weichs, 5 febbraio
- Oberstleutnant Wilhelm Osterhold, 10 febbraio
- Generalleutnant Georg Jaür, 10 febbraio
- Oberstleutnant Karl-Heinz Österwitz, 10 febbraio
- Major Herbert Wittmann, 11 febbraio
- Oberleutnant Herbert Schramm, 11 febbraio
- Hauptmann Anton-Otto Frank, 7 febbraio
- Hauptmann Anton Müller, 14 febbraio
- Oberst Eduard Zorn, 16 febbraio
- Hauptmann Willi Schülke, 16 febbraio
- General der Infanterie Günther Blumentritt, 18 febbraio
- Major Josef Heichele, 17 febbraio
- Oberstleutnant Georg Gebhardt, 19 febbraio
- Oberst Ernst Knebel, 19 febbraio
- Oberst der Reserve Fritz Klasing, 19 febbraio
- Generalmajor Edmund Blaurock, 19 febbraio
- Generalmajor Ludwig Schulz, 19 febbraio
- Major Rolf Hermichen, 19 febbraio
- General der Infanterie Hans Krebs, 20 febbraio
- Major Heinz-Martin Ewert, 22 febbraio
- Generalleutnant Fritz-Georg von Rappard, 24 febbraio
- Leutnant Josef Jakwert, 24 febbraio
- Hauptmann der Reserve Horst Warschnaür, 24 febbraio
- Leutnant Hans-Babo von Rohr, 24 febbraio
- SS-Sturmbannführer Ernst August Krag, 24 febbraio
- SS-Hauptsturmführer Heinrich Schmelzer, 24 febbraio
- Hauptmann Traugott Kempas, 28 febbraio
- Generalleutnant Arthur Kullmer, 28 febbraio
- Major Michael Pösinger, 28 febbraio
- Major Othmar Pollmann, 28 febbraio
- Oberstleutnant Bern von Baer, 28 febbraio
- Oberst Hans Reichardt, 5 marzo
- Oberstleutnant Werner Ebeling, 5 marzo
- Generalleutnant Hermann Niehoff, 5 marzo
- Generalmajor Heinrich Götz, 5 marzo
- General der Infanterie Rudolf von Bünau, 5 marzo
- Oberstleutnant Bruno Karczewski, 5 marzo
- Generalleutnant Erich Schneider, 6 marzo
- Oberleutnant Kurt Welter, 11 marzo
- Hauptmann der Reserve Helmut Renschler, 11 marzo
- Hauptmann Dr. Wolfgang Rust, 11 marzo
- Generalleutnant Friedrich Sixt, 11 marzo
- Oberleutnant Kurt Witschel, 11 marzo
- Generalleutnant Clemens Betzel, 11 marzo
- Leutnant der Reserve Hans Rogalski, 11 marzo
- Hauptmann der Reserve Johannes Grimminger, 11 marzo
- Oberfeldwebel Ernst Kutschkau, 11 marzo
- Hauptmann Egon Aghta, 12 marzo
- Oberst Wilhlem Schröder, 12 marzo
- Oberstleutnant Karl-Heinz Becker, 12 marzo
- Hauptmann Heinz Rökker, 12 marzo
- Hauptmann Robert Weiss, 12 marzo
- SS-Sturmbannführer Werner Pötschke, 15 marzo
- Oberfeldwebel Alfred Matern, 16 marzo
- SS-Hauptsturmführer Fritz Vogt, 16 marzo
- Hauptmann Karl-Heinz Jäger, 16 marzo
- Major Max Wandrey, 16 marzo
- Oberstleutnant Hans Engelien, 16 marzo
- Heinrich Ruhl, 16 marzo
- Generalleutnant Bruno Frankewitz, 16 marzo
- Generalleutnant Paul Scheürpflug, 16 marzo
- Hauptmann Martin Becker, 20 marzo
- Major Georg Werner, 23 marzo
- Major Ernst-Georg Kedzia, 23 marzo
- Kuno von Meyer, 23 marzo
- Oberstleutnant Walter Prüss, 23 marzo
- Rittmeister Günther Konopacki, 23 marzo
- Oberstleutnant Hans-Georg Herzog, 23 marzo
- Oberstleutnant Rudolf Trittel, 23 marzo
- Major der Reserve Karl Wanka, 23 marzo
- Generalmajor Harald Freiherr von Elverfeldt, 23 marzo
- SS-Obergruppenführer Friedrich Jeckeln, 8 marzo
- Oberst Fritz Fullriede, 23 marzo
- Major Johann Spielmann, 28 marzo
- Major der Reserve Heinrich Keese, 28 marzo
- Oberst Lothar Berger, 28 marzo
- Oberst Helmut Hufenbach, 28 marzo
- Rittmeister Erich Schrödter, 28 marzo
- Oberst Horst von Usedom, 28 marzo
- Oberleutnant Günther Josten, 28 marzo
- Hauptmann Alexander Gläser, 28 marzo
- Oberleutnant Wilhlem Stähler, 28 marzo
- Hauptmann Gerhard Stüdemann, 28 marzo
- SS-Hauptsturmführer Walter Girg, 1º aprile
- Generalleutnant Horst von Mellenthin, 4 aprile
- Major Martin Steglich, 5 aprile
- Oberstleutnant Rudolf Neubert, 5 aprile
- Oberstleutnant Friedrich Richter, 5 aprile
- Hauptmann Ernst Kuppinger, 5 aprile
- SS-Obersturmbannführer Otto Pätsch, 5 aprile
- Generalleutnant Hans von Tettau, 5 aprile
- Oberleutnant Gerhard Thyben, 8 aprile
- Admiral Theodor Burchardi, 8 aprile
- Vizeadmiral August Thiele, 8 aprile
- Rittmeister Bruno Richter, 8 aprile
- SS-Obersturmbannführer der Reserve Otto Skorzeny, 9 aprile
- General der Infanterie Ernst-Anton von Krosigk, 12 aprile
- Oberfeldwebel Helmuth Borchardt, 14 aprile
- Generalleutnant Carl Becker, 14 aprile
- General der Infanterie Kurt Röpke, 14 aprile
- Oberst Friedrich Rögelein, 14 aprile
- Hauptmann Alfred Simm, 14 aprile
- Hauptmann Gerhard Raht, 15 aprile
- Major Hans Ostermeier, 15 aprile
- SS-Standartenführer Max Hansen, 17 aprile
- Major Herbert Lütje, 17 aprile
- Hauptmann Helmut Lipfert, 17 aprile
- Hauptmann Josef Kraft, 17 aprile
- Major Martin Drewes, 17 aprile
- Hauptmann Hermann Greiner, 17 aprile
- Major Paul Semrau, 17 aprile
- Generalleutnant Rudolf Rägener, 17 aprile
- Oberstleutnant Peter Knaust, 17 aprile
- SS-Obersturmbannführer Franz Hack, 23 aprile
- SS-Obersturmbannführer Paul-Albert Kausch, 23 aprile
- Major Josef Brandner, 26 aprile
- Generalleutnant Eberhard Rodt, 28 aprile
- SS-Brigadeführer Joachim Ziegler, 28 aprile
- Oberleutnant Hans-Joachim Kappis, 28 aprile
- Major Karl Schrepfer, 28 aprile
- Major Josef Prentl, 28 aprile
- Rolf Thomsen, 29 aprile
- Hans-Guenther Lange, 29 aprile
- Oberst Heinz-Oskar Läbe, 29 aprile
- Generalmajor Heinrich Hax, 30 aprile
- Generalmajor Hans Laengenfelder, 30 aprile
- Generalmajor Richard Daniel, 30 aprile
- Major Wolfgang von Obstfelder, 30 aprile
- Leutnant Wolfgang von Bostell, 30 aprile
- Oberst Gerhard Mokros, 5 maggio
- SS-Gruppenführer Werner Ostendorff, 6 maggio
- SS-Standartenführer Rudolf Lehmann, 6 maggio
- SS-Standartenführer Karl Kreutz, 6 maggio
- SS-Sturmbannführer Heinz Werner, 6 maggio
- SS-unterSturmführer Anton Bessolo, 6 maggio
- Generaloberst Alfred Jodl, 10 maggio
- Fregattenkapitän Adalbert von Blanc, 10 maggio
- Generalleutnant Hermann Plocher, 8 maggio
- Major Franz Grassmel, 8 maggio
- Oberstleutnant Friedrich Lier, 8 maggio
- Major Oskar-Hubert Dennhardt, 9 maggio
- SS-Gruppenführer Matthias Kleinheisterkamp, 9 maggio
- SS-Obersturmbannführer Hans-Heinrich Lohmann, 9 maggio
- Hauptmann Alfred Montag, 9 maggio
- Hauptmann Hans Maier, 9 maggio
- Waffen-Obersturmbannführer Alfons Rebane, 9 maggio
- Oberstleutnant Walter Schlags-Koch, 9 maggio
- Major Erich Schmidt, 9 maggio
- Generalmajor Joachim von Siegroth, 9 maggio
- Oberstleutnant der Reserve Dr. Paul Stahl, 9 maggio
- Hauptmann Georg Störck, 9 maggio
- Generalleutnant Franz Sensfuss, 9 maggio
- Generalleutnant Josef von Radowitz, 9 maggio

## Militari stranieri
- General de divizie Mihail Lascăr 22 novembre 1942 - Romania
- Mayor-General Agustín Muñoz Grandes, 13 dicembre 1942 - Spagna
- Tai-shō Isoroku Yamamoto, 27 maggio 1943 - Impero giapponese
- General de brigadă Corneliu Theodorini, 8 dicembre 1943 - Romania
- General de armată Petre Dumitrescu, 4 aprile 1944 - Romania
- Tai-shō Mineichi Kōga, 12 maggio 1944 - Impero giapponese
- Sotamarsalkka Carl Gustaf Emil Mannerheim, 15 agosto 1944 - Finlandia
- SS-Sturmbannführer Léon Degrelle, 27 agosto 1944 - Belgio